# Nicolas Le Gal
Pour les articles homonymes, voir Le Gal.
Nicolas Le Gal, né le 1er mars 1982 à Lannion, est un véliplanchiste français.
Il est médaillé de bronze du championnat d'Europe de planche à voile RS:X en 2007.